# Monogononta
Classe
Monogononta est une classe (ou selon les classifications une sous-classe) de rotifères.

## Liste des ordres
Selon World Register of Marine Species (7 mars 2016) :
- super-ordre Gnesiotrocha
  - ordre Collothecaceae
    - famille Collothecidae

  - ordre Flosculariaceae
    - famille Conochilidae
    - famille Flosculariidae
    - famille Hexarthridae Bartos, 1959
    - famille Testudinellidae Harring, 1913
    - famille Trochosphaeridae Harring, 1913
- super-ordre Pseudotrocha
  - ordre Ploima
    - famille Asplanchnidae Eckstein, 1883
    - famille Brachionidae Ehrenberg, 1838
    - famille Dicranophoridae Harring, 1913
    - famille Epiphanidae Harring, 1913
    - famille Euchlanidae Ehrenberg, 1838
    - famille Gastropodidae Harring, 1913
    - famille Lecanidae Remane, 1933
    - famille Lepadellidae Harring, 1913
    - famille Lindiidae Harring & Myers, 1924
    - famille Mytilinidae Harring, 1913
    - famille Notommatidae Hudson & Gosse, 1886
    - famille Proalidae Harring & Myers, 1924
    - famille Synchaetidae Hudson & Gosse, 1886
    - famille Trichocercidae Harring, 1913
    - famille Trichotriidae Harring, 1913

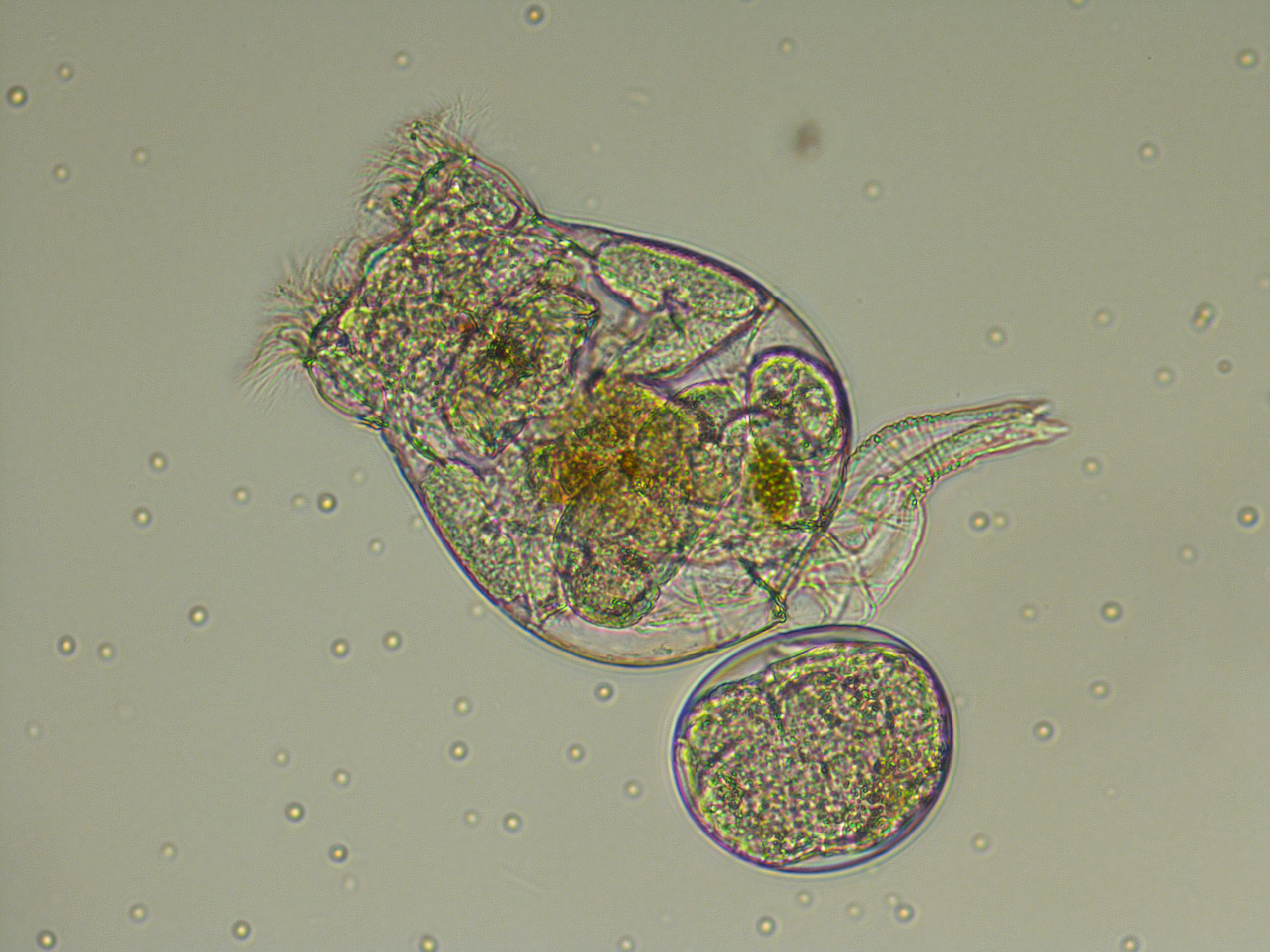
Brachionus plicatilis, un Brachionidae
- Floscularia ornata, un Collothecidae
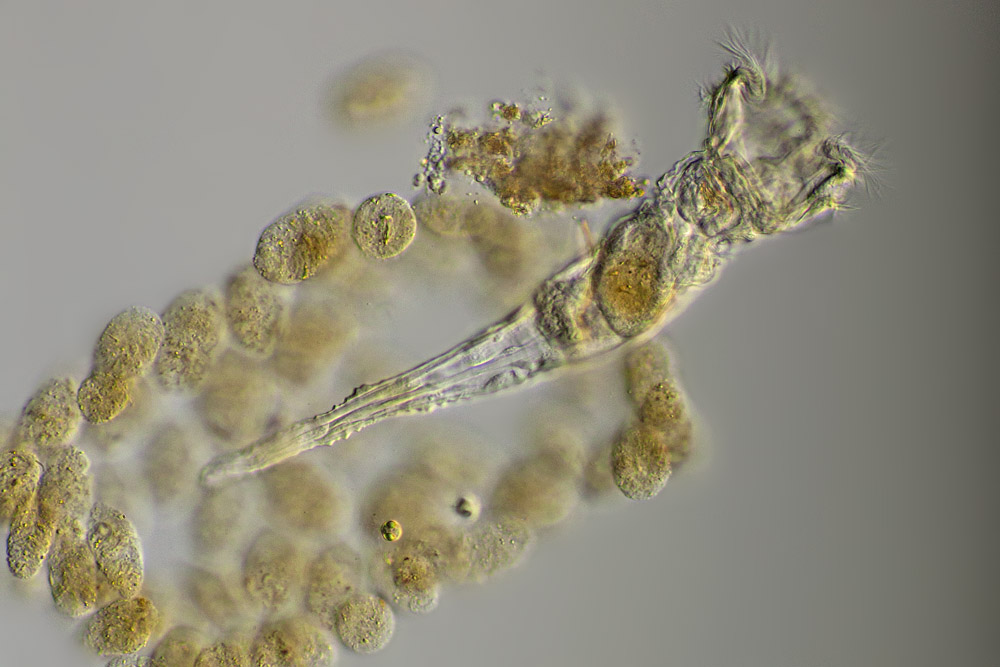
Ptygura pilula, un Flosculariidae
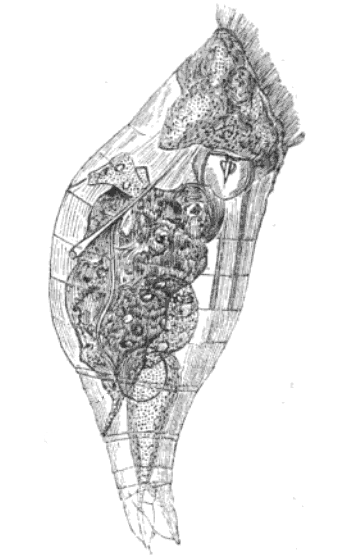
Proales daphnicola, un Proalidae
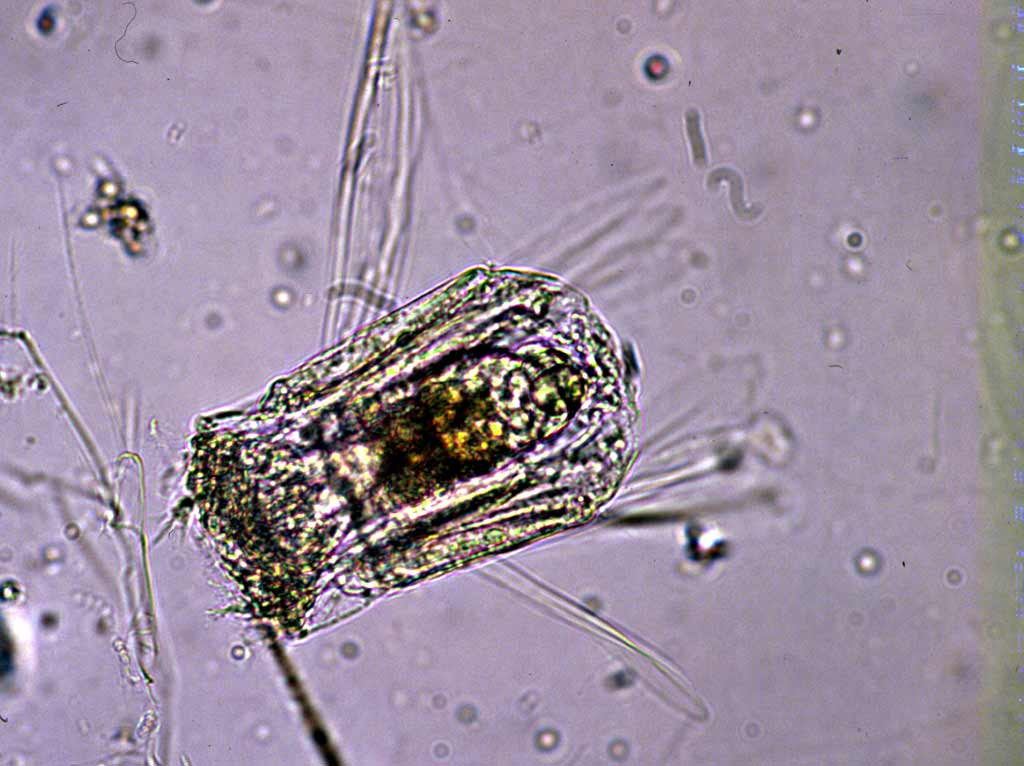
Polyarthra sp., un Synchaetidae